# I (chirilic)
І (І, і) este o literă a alfabetului chirilic. Corespondentul său în limba română este I (I, i).
Acesta mai este numit și I scurt și aparține vechiului alfabet chirilic. Astăzi mai este folosit în țări precum Ucraina și Belarus.